# README
Een README-bestand (Engels: read me = 'lees mij') is een computerbestand dat vaak bij een softwarepakket wordt geleverd, en dat belangrijke algemene informatie bevat waarvan de ontwikkelaars of verspreiders menen dat de gebruiker die eerst moet lezen, voorafgaand aan compilatie, installatie of eerste gebruik. De bestandsnaam wordt traditioneel in hoofdletters geschreven en kan, behalve README ook README.TXT of READ.ME heten, of andere varianten daarop.

## Inhoud
De inhoud van README-bestanden is vaak gestandaardiseerd binnen softwareprojecten en volgt dan een vast stramien. Dit wordt gedaan om alle te behandelen onderwerpen af te vangen en om een vaste en duidelijke presentatie naar de gebruiker toe te hebben. Als README-bestanden door een overvloed aan informatie te lang worden, wordt er vaak een nieuw bestand aangemaakt met een toepasselijke naam, en wordt eventueel in het README-bestand hier naar verwezen. Veel voorkomende onderwerpen bij README-files zijn:
| Onderwerp                                                | Alternatief bestand |
| -------------------------------------------------------- | ------------------- |
| Copyright- en licentieinformatie                         | COPYING / LICENSE   |
| Informatie over de programmeur of distributeur           | AUTHORS             |
| Configuratiehandleiding                                  | CONFIGURE           |
| Installatiehandleiding                                   | INSTALL             |
| Gebruikershandleiding                                    | MANUAL / HELP       |
| Lijst met bestanden die wordt meegeleverd met het pakket | MANIFEST            |
| Bekende bugs                                             | BUGS                |
| Changelog                                                | CHANGELOG / NEWS    |